# Rocky Mountain Mystery
Rocky Mountain Mystery è un film statunitense del 1935, diretto da Charles Barton. 

## Trama
Quando Adolph Borg, socio di Jim Ballard nello sfruttamento di un giacimento di radio, viene trovato ucciso, l’ingegnere minerario Larry Sutton viene mandato sul luogo per delle rilevazioni tecniche. Prima di recarsi da Ballard, Sutton incontra il neo-nominato vice-sceriffo Tex Murdock, un nativo del paese, che tuttavia ha lasciato da bambino per ritornarvi solo ora: è stato, a suo tempo, compagno di giochi di diversi abitanti del paese, che ora, tuttavia, a distanza di decenni, non potrebbe riconoscere.
Mentre il cadavere di Adolph Borg giace ancora, coperto, nei locali delle forze dell’ordine, Sutton apprende che il maggior indiziato dell’omicidio è Jack Person, di cui si sono perse le tracce, e che svolgeva presso la miniera le stesse mansioni di ingegnere che ora attengono a lui. Sutton non crede per nulla alla colpevolezza di Jack Person, che conosce bene, essendo, si scopre, suo cognato: egli si accorda dunque con Tex per svolgere, insieme alle analisi minerarie, alcune indagini di polizia.
Il riservato Jim Ballard è ora un invalido costretto a letto, con poco tempo da vivere, e non permette a nessuno di avvicinarlo, se non alla moglie del defunto Borg, al figlio di lei, John, ed al domestico Ling Yat, che lo accudiscono. In attesa della dipartita Jim ha chiamato a sé i nipoti, futuri eredi. Due di essi, i più avidi, Fritz e Flora, vengono trovati uccisi, mentre la superstite nipote Rita, che non si interessa dell’eventuale eredità perché preferisce seguire il suo sogno di gestire una fattoria alle Hawaii, sviluppa un’amicizia particolare con Sutton. Nello stesso tempo sia Sutton che John sono soggetti ad attentati, mentre il cadavere di Adolph viene trafugato.
A dare una svolta alle indagini interviene la ex-moglie di Jim Ballard, assente da una trentina d’anni, che non fatica a rendere noto che il suo sedicente marito altri non è che Adolph Borg. Si svela allora il complotto dei Borg per impossessarsi dell’eredità dei Ballard. I Borg (e Ling Yat) sono riconosciuti colpevoli degli omicidi, compresi quelli di Person e Jim Ballard.
Ma i Borg hanno rapito Rita, e la tengono come ostaggio. Occorrerà un intervento di Sutton, in un difficile scontro, nel quale Adolph troverà la morte, per liberare la giovane ed assicurare i colpevoli superstiti alla giustizia.
Sutton e Rita conviveranno da allora in un ranch delle Hawaii, mentre Tex è ora nominato sceriffo titolare.